# Giovanni Falzone

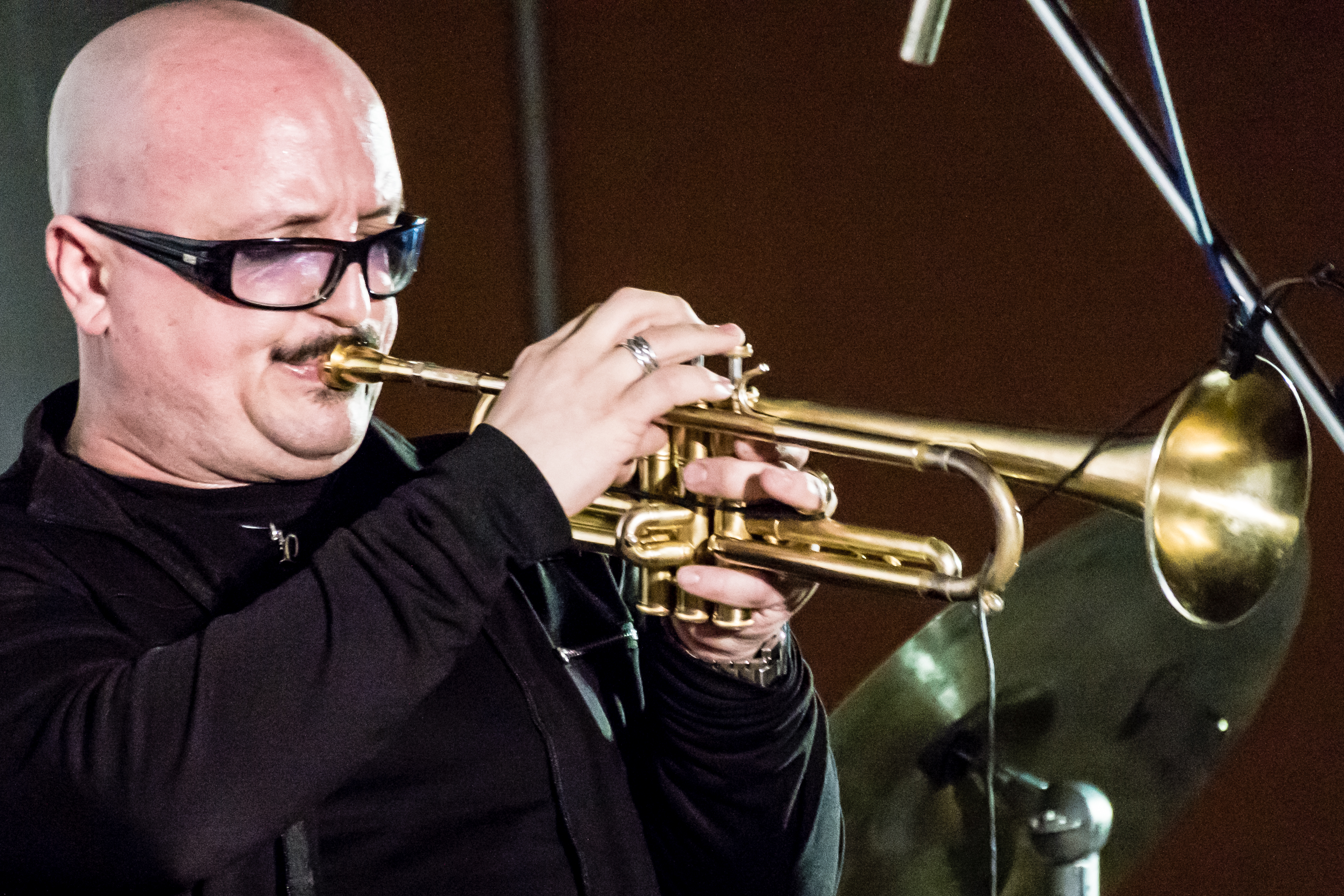

Giovanni Falzone (* 22. Mai 1974 in Lippstadt) ist ein italienischer Jazzmusiker (Trompete, Komposition).

## Leben und Wirken
Falzone begann erst im Alter von 17 Jahren mit Trompetenunterricht an der Musikschule der Banda der Stadt Aragona. Danach schrieb er sich am Musikkonservatorium V. Bellini in Palermo ein, wo er in vier Jahren seinen Abschluss machte. Außerdem absolvierte er mit Auszeichnung den Jazz-Kurs des Konservatoriums G. Verdi in Mailand.
Von 1996 bis 2004 spielte Falzone als Erster Trompeter im Sinfonieorchester Mailand unter Dirigenten wie Giuseppe Sinopoli, Claudio Abbado, Carlo Maria Giulini, Riccardo Chailly, Yutaka Sado oder Luciano Berio. Ab 2004 widmete er sich ausschließlich dem Jazz. Seit 2002 veröffentlichte er 14 Alben als Komponist, Arrangeur und Bandleader bei renommierten Labeln. Als Bandleader spielte er auf den wichtigsten nationalen und internationalen Jazzfestivals. Daneben arbeitete er bei Massimo Colombo, mit dem er auch zwei Alben aufnahm, und Enrico Fazio, Yuri Goloubev, Roberto Gatto und mit  Lingomania. Ada Montellanico holte ihn zu ihrem Album Abbey’s Road (2017).
Falzone unterrichtet Trompete und Jazzensemble am Konservatorium Brescia und an der Siena Jazz University.

## Preise und Auszeichnungen
Falzone gewann zahlreiche nationale und internationale Preise, darunter den Best Talent Umbria Jazz Clinics 2000, Top Jazz 2004 von „Musica Jazz“ und den Django d’Or als bestes Nachwuchstalent, den zweiten Platz in der Kategorie bester europäischer Musiker der Académie du Jazz 2009, den Top Jazz 2011 als bester Instrumentalist in der Kategorie Blechbläser und das beste Album mit Around Ornette sowie den Premio Nazionale „Alessio Di Giovanni“ 2017.

## Diskographische Hinweise
- Live in Clusone (Soul Note 2003)
- Earthquake Suite (Soul Note 2004)
- Suite for Bird (Soul Note 2005)
- R-Evolutin Suite (Soul Note 2007)
- Around Jimi (CAM Jazz 2010)
- Around Ornette (Parco della Musica Record 2011, mit Beppe Caruso, Francesco Bearzatti, Paolino Dalla Porta, Zeno De Rossi)
- Migrante (Maccalube Records 2017)
- Far East Trip (Maccalube Records 2018)